# اليخاندرو روبيو
اليخاندرو روبيو (بالإسبانية: Álex Rubio)‏ (23 يوليو 1993 سان فرناندو إسبانيا - ) هو لاعب كرة قدم إسباني يلعب كمهاجم.

## روابط خارجية
- اليخاندرو روبيو على موقع قاعدة بيانات كرة القدم.إي يو (الإنجليزية)
- اليخاندرو روبيو على موقع Soccerway.com (الإنجليزية)